# 고든 커리
고든 커리(Gordon Currie, 1965년 9월 25일 ~ )는 캐나다의 각본가, 영화 제작자, 배우, 영화 감독, 영상 편집자이다.
밴쿠버에서 태어났다.

## 출연 작품
- 더 데스 오브 앨리스 블루 (2009년)
- 더 우즈 (2006년)
- 센티넬 (2006년) - 국장 보좌관 역
- 레프트 비하인드 - 월드 앳 워 (2005년)
- 어둠의 시간 (2005년)
- 하이웨이맨 (2004년)
- 레프트 비하인드 2 (2002년)
- 써클 (2002년) - 톰 윌킨슨 역
- 레프트 비하인드 (2001년)
- 웨이다운타운 (2000년) - 커트 역
- 할로윈 나이트 (1999년)
- 도그 파크 (1998년)
- 레이저호크 (1997년)
- 바운드 2 (1996년)
- 폴링 포 유 (1995, Falling for You)
- 조종자 5 (1994년)
- 조종자 4 (1993년)
- 얼라이브 (1993년) - 코쉬 인스하르트 역
- 모자브 사막의 최후 2 (1990년)
- 나의 푸른 하늘 (1990년)
- 내 남자친구 (1989년)
- 13일의 금요일 8 - 맨하탄에 나타난 제이슨 (1989년)
- 밀애 (1989년)
- 전쟁과 절망 (1988년)

### 텔레비전
- 비버리힐즈의 아이들 (1990년)